# Смирново (Казахстан)
Смирно́во (каз. Смирнов) — село, центр Аккайинського району Північноказахстанської області Казахстану. Адміністративний центр та єдиний населений пункт Смирновського сільського округу.

## Історія
23 травня 1941 року село Смирново отримало статус селища міського типу та назву Смирновський.
27 січня 2004 року селище (смт) Смирново отримало статус села.

## Населення
Населення — 5820 осіб (2021; 5796 у 2009, 7556 у 1999, 9149 у 1989).